# Jeffersonville (Illinois)
Jeffersonville es una villa ubicada en el condado de Wayne en el estado estadounidense de Illinois. En el Censo de 2010 tenía una población de 367 habitantes y una densidad poblacional de 138,92 personas por km².

## Geografía
Jeffersonville se encuentra ubicada en las coordenadas 38°26′33″N 88°24′14″O / 38.44250, -88.40389. Según la Oficina del Censo de los Estados Unidos, Jeffersonville tiene una superficie total de 2.64 km², de la cual 2.64 km² corresponden a tierra firme y (0%) 0 km² es agua.

## Demografía
Según el censo de 2010, había 367 personas residiendo en Jeffersonville. La densidad de población era de 138,92 hab./km². De los 367 habitantes, Jeffersonville estaba compuesto por el 99.18% blancos, el 0% eran afroamericanos, el 0% eran amerindios, el 0% eran asiáticos, el 0% eran isleños del Pacífico, el 0.54% eran de otras razas y el 0.27% pertenecían a dos o más razas. Del total de la población el 1.36% eran hispanos o latinos de cualquier raza.